# Distrito senatorial de Guayama VI

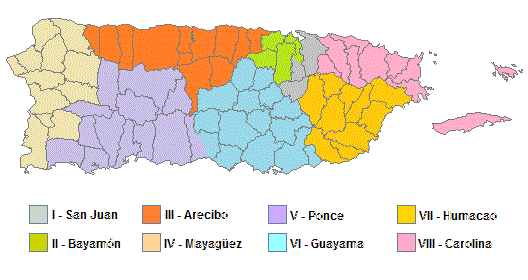
Mapa de los distritos senatoriales de Puerto Rico

El Distrito senatorial de Guayama VI es uno de los ocho distritos senatoriales de Puerto Rico. Actualmente es representado por Héctor Santiago Torres y Albert Torres Berrios del Partido Popular Democrático.

## Perfil del distrito
En distribuciones anteriores, el territorio del distrito ha sido distinto. En la redistribución de 1972, el distrito no incluía el municipio de Orocovis, pero sí a Arroyo, Patillas y Maunabo. También incluía a todo el municipio de Juana Díaz. En 1983, Arroyo, Patillas y Maunabo fueron reasignados al Distrito de Humacao, mientras que Orocovis fue reasignado a Guayama. En la redistribución de 1991, Morovis fue asignado al distrito.
En la redistribución de 2002, Arroyo fue asignado al distrito y Morovis fue reasignado nuevamente al Distrito de Bayamón. En la redistribución de 2011, algunas regiones de Juana Díaz fueron asignadas al Distrito de Ponce. Para la redistribución del 2022 el distrito no sufrió cambios.

## Senadores
| Elección | Senador | Senador                    | Partido                     | Senador                     | Senador                    | Partido                     |
| -------- | ------- | -------------------------- | --------------------------- | --------------------------- | -------------------------- | --------------------------- |
| 1992     |         | Enrique Meléndez "Quique"  | Partido Nuevo Progresista   |                             | Cirilo Tirado Delgado      | Partido Popular Democrático |
| 1996     |         | Enrique Meléndez "Quique"  | Partido Nuevo Progresista   | Carmen Luz Berríos "Carmín" | Partido Nuevo Progresista  |                             |
| 2000     |         | Cirilo Tirado              | Partido Popular Democrático |                             | Ángel Rodríguez Otero      | Partido Popular Democrático |
| 2004     |         | Cirilo Tirado              | Partido Popular Democrático | Margarita Nolasco Santiago  | Partido Nuevo Progresista  |                             |
| 2008     |         | Javier Torres              | Partido Nuevo Progresista   |                             | Toñito Soto                | Partido Nuevo Progresista   |
| 2012     |         | Miguel A. Pereira Castillo | Partido Popular Democrático |                             | Ángel M. Rodríguez Otero   | Partido Popular Democrático |
| 2016     |         | Axel (Chino) Roque         | Partido Nuevo Progresista   |                             | Carlos Rodríguez Mateo     | Partido Nuevo Progresista   |
| 2020     |         | Gretchen Hau               | Partido Popular Democrático |                             | Albert Torres Berrios      | Partido Popular Democrático |
| 2023     |         | Héctor Santiago Torres     | Partido Popular Democrático |                             | Albert Torres Berrios      | Partido Popular Democrático |
| 2024     |         | Wilmer Reyes Berríos       | Partido Nuevo Progresista   |                             | Rafael (Rafy) Santos Ortiz | Partido Nuevo Progresista   |

## Resultados Electorales
|  | 23.57 % |

|  | 22.86 % |

|  | 19.73 % |

|  | 19.55 % |

|  | 6.48 % |

|  | 4.56 % |

|  | 3.26 % |

|  | 100 % |

|  | 24.65 % |

|  | 24.55 % |

|  | 23.26 % |

|  | 22.87 % |

|  | 2.48 % |

|  | 2.19 % |

|  | 100 % |

|  | 24.93 % |

|  | 24.76 % |

|  | 23.61 % |

|  | 23.42 % |

|  | 1.23 % |

|  | 1.22 % |

|  | 0.26 % |

|  | 0.05 % |

|  | 0.52 % |

|  | 100 % |